# Acol·la
Acol·la (en grec antic Ἀχόλλα) o també Achilla i Achulla és un jaciment arqueològic de Tunísia al sud de la governació de Mahdia, delegació de Mellouleche, on estava situada l'antiga ciutat romana d'Acholla, a la costa de la província anomenada Bizacena. Estava situada una mica més amunt del golf conegut com a Sirtis Menor, i al sud de Tapsos. La ciutat s'anomena Anolla a la Taula de Peutinger.
Era una colònia de l'illa de Melita, que al seu torn havia estat colonitzada per Cartago. Sota els romans era una ciutat lliure. A la Segona Guerra Civil romana, l'any 46 aC, es va sotmetre a Juli Cèsar, després de què la conquerís Gai Messi. Al cap de poc va ser assetjada per Publi Considi Llong, general de Pompeu.
Les ruïnes, situades a la zona del cap o Ras Bou Tria, estan formades per diverses mansions romanes, on destaca especialment la d'Asini Rufí, senador i cònsol l'any 184, el fòrum, un amfiteatre i uns banys (termes de Trajà). També es conserven alguns elements menors, així com el port submergit. Resten algunes parts de mosaics de les cases, però no estan ben conservats.